# José Robert Serrat
José Robert Serrat ( en catalán: Josep Robert i Serrat;  Poboleda, provincia de Tarragona, 30 de diciembre de 1832 - Zaragoza, 1914 ) fue un veterinario, médico y catedrático español. 

## Biografía
Hijo de Jaume Robert, natural de Cornudella, y de Maria Serrat, procedía de una familia de veterinarios, con varios antecedentes familiares (padre, abuelo, bisabuelo y tío), tradición que marcará su vocación profesional. Realizó sus estudios de Veterinaria en la Escuela Superior de Veterinaria de Madrid, una de las pocas y más destacadas que había entonces en España. Robert, por una u otra razón, las recorrió prácticamente todas. Comenzó sus estudios en el curso 1853-54, con 20 años. En cuarto curso consiguió una plaza de alumno pensionado, siendo destinado al Botiquín de la escuela. En 1858 después de terminar sus estudios, obtiene el título de "Profesor Veterinario de primera clase".  Ganó la cátedra de anatomía de la escuela de veterinaria de Córdoba en 1859, ejerció en Zaragoza desde 1860, y en León desde 1864, y posteriormente, regresó a Zaragoza, donde dirigió la escuela de veterinaria durante los años 1901 y 1908 . Finalmente, se jubiló en 1909. Destacó como anatomista veterinario, disciplina de la que publicó diferentes obras: Elementos de anatomía descriptiva en cuadros sinopticos (1867), Elementos de anatomía general (1870) y Tratado de anatomía descriptiva de los animales domésticos (1876), además de otros libros básicos de estudio, que fueron utilizados por diferentes generaciones de veterinarios. 